# 泰基尔达省
泰基爾達省（土耳其語：Tekirdağ）是土耳其西北部的一個省，位於土耳其的歐洲部分、伊斯坦堡省以西。面積6,218平方公里，2007年人口707,997人。首府泰基爾達。
下分九縣。